# Kaplandki
Kaplandki (Mystromyini) – plemię ssaków z podrodziny skałomyszy (Petromyscinae) w obrębie rodziny malgaszomyszowatych (Nesomyidae).

## Zasięg występowania
Plemię obejmuje jeden występujący współcześnie gatunek występujące w Afryce Południowej.

## Podział systematyczny
Do plemienia należy jeden występujący współcześnie rodzaj:
- Mastromys J.A. Wagner, 1841 – kaplandka – jedynym występującym współcześnie przedstawicielem jest Mystromys albicaudatus (A. Smith, 1834) – kaplandka białoogonowa

Opisano również rodzaj wymarły:
- Proodontomys Pocock, 1987 – jedynym przedstawicielem był Proodontomys cookei Pocock, 1987